# The Congregation
The Congregation é o quarto álbum de estúdio da banda norueguesa de metal progressivo Leprous. Foi lançado em 25 de maio de 2015 na Europa e em 2 de junho na América do Norte.
Foi parcialmente gravado no Fascination Street na Suécia, e os vocais foram feitos com Heidi Solberg Tveitan e Ihsahn no Mnemosyne Studios na Noruega.
Foi mixado por Jens Bogren. Foi indicado ao prêmio Spellemannprisen de 2015, na categoria "metal".

## Lista de faixas
Todas as letras escritas por Tor Oddmund Suhrke, exceto "The Flood" e "Within My Fence", co-escritas por Einar Solberg; "Down", escrita por Einar Solberg; e "Lower", escrita por Einar Solberg e Elbereth Lasombrae, todas as músicas compostas por Solberg, exceto onde especificado.
| N.º            | Título                                                                             | Duração |  |
| 1.             | "The Price" (O Preço (música por Einar Solberg & Baard Kolstad))                   | 5:14    |  |
| 2.             | "Third Law" (Terceira Lei (música por Einar Solberg & Tor Oddmund Suhrke))         | 6:19    |  |
| 3.             | "Rewind" (Rebobine)                                                                | 7:07    |  |
| 4.             | "The Flood" (A Inundação (música por Einar Solberg & Tor Oddmund Suhrke))          | 7:52    |  |
| 5.             | "Triumphant" (Triunfante)                                                          | 4:26    |  |
| 6.             | "Within My Fence" (Na Minha Cerca (música por Einar Solberg & Martin Skrebergene)) | 3:17    |  |
| 7.             | "Red" (Vermelho)                                                                   | 6:36    |  |
| 8.             | "Slave" (Escravo)                                                                  | 6:38    |  |
| 9.             | "Moon" (Lua)                                                                       | 7:13    |  |
| 10.            | "Down" (Para Baixo (música por Einar Solberg & Baard Kolstad))                     | 6:26    |  |
| 11.            | "Lower" (Mais Para Baixo)                                                          | 4:34    |  |
| 12.            | "Pixel (faixa bônus)" (Música por Einar Solberg & Tor Oddmund Suhrke)              | 5:16    |  |
| Duração total: | Duração total:                                                                     | 70:58   |  |

## Créditos
- Einar Solberg - vocais, teclados
- Tor Oddmund Suhrke - guitarra
- Øystein Landsverk - guitarra
- Baard Kolstad - bateria
- Simen Daniel Børven - baixo

## Paradas
| Parada (2015)                         | Maior posição |
| ------------------------------------- | ------------- |
| Bélgica (Ultratop Flandres)           | 167           |
| Finlândia (Suomen virallinen lista)   | 39            |
| Alemanha (Offizielle Deutsche Charts) | 78            |
| Países Baixos (Dutch Charts)          | 66            |